# Annie Vidal
Annie Vidal (ur. 17 września 1956 w La Bohalle) – francuska polityk reprezentująca partię La République En Marche! W wyborach parlamentarnych w czerwcu 2017 r. została wybrana do francuskiego Zgromadzenia Narodowego, w którym reprezentuje departament Sekwany Nadmorskiej.